# رده (مجارستان)
رده (به مجاری:  Réde) یک شهرداری در مجارستان است که در ناحیه کیشبر واقع شده‌است. رده ۴۵٫۸۹ کیلومتر مربع مساحت و ۱٬۵۲۵ نفر جمعیت دارد.